# Borghorster Warps-Spinnerei

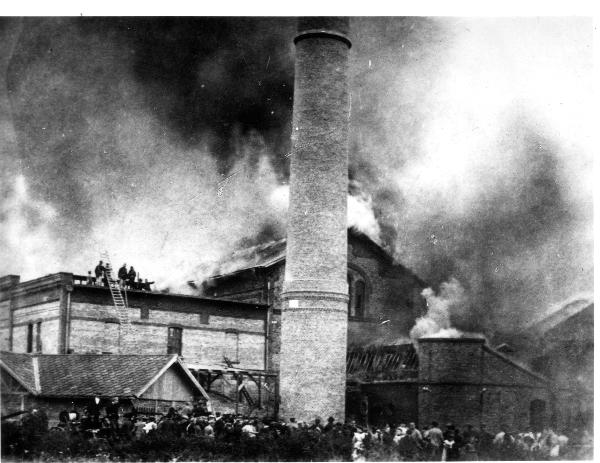
Borghorst, Brand der BWS am 17. September 1907

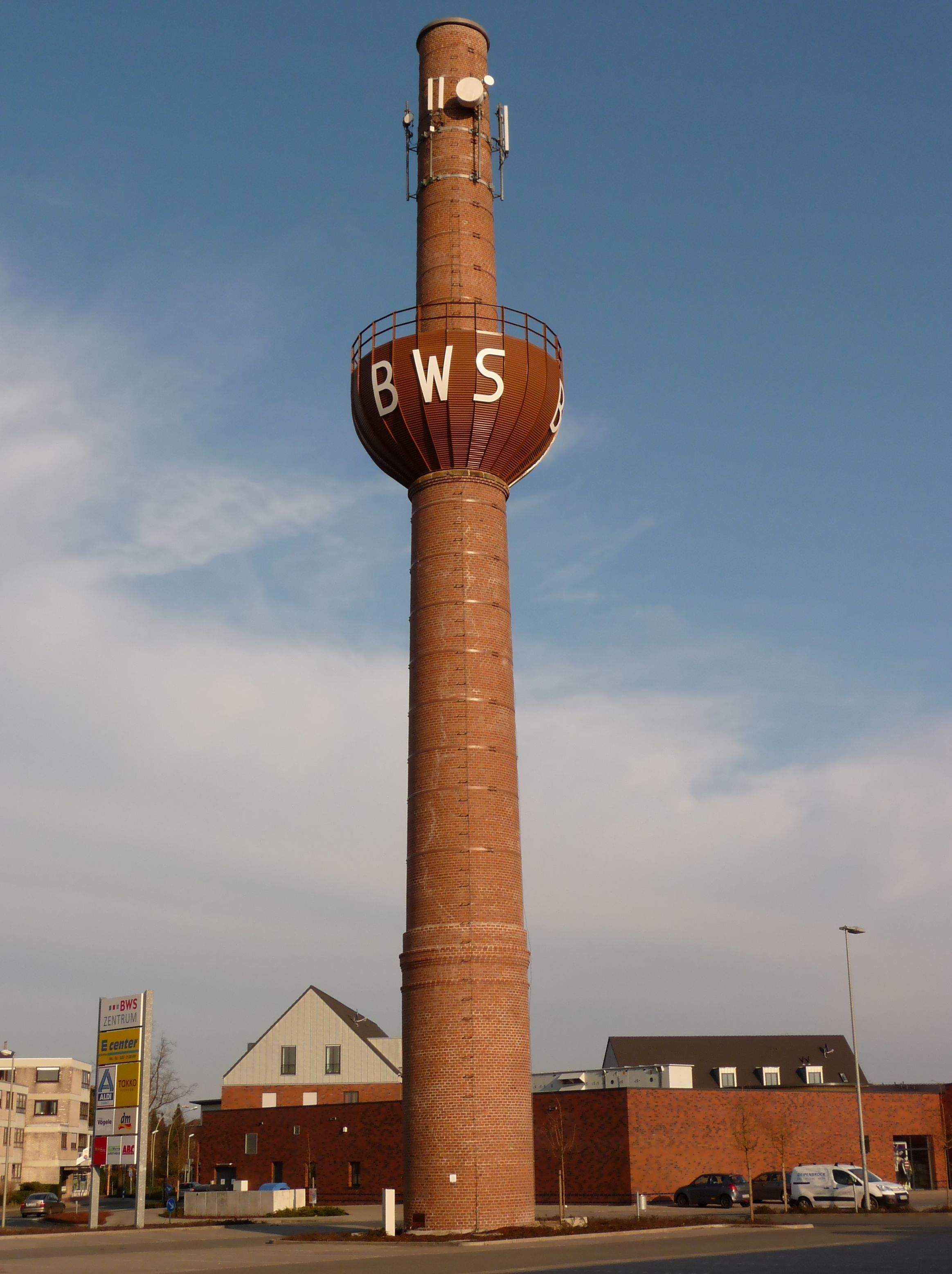
Kamin der ehemaligen Spinnerei (2011)

Die Borghorster Warps-Spinnerei war ein Unternehmen, das von 1861 bis 2005 in Borghorst bestand und sich mit der Herstellung von Kettgarn beschäftigte.

## Geschichte
1856 wurde in Borghorst nach englischem Vorbild eine Schlichterei einschließlich einer Mehlmühle zur Lieferung des Schlichtmateriales erbaut, um die hohen Einfuhrzoll für die geschlichteten englischen Garne zu vermeiden. Bauherren und Betreiber waren die aus Zwischenahn bei Oldenburg stammenden Johann Heinrich Brader und sein Schwager Johann Heinrich Rabe, die ihre praktischen Kenntnisse in England erworben hatten. 1857 erwarben die Borghorster Leinen- und Nesselverlegern Joseph Wattendorff, Bernhard Josef Kock und B. J. Hageböck Anteile am Unternehmen, so dass durch zusätzliche Kapital und Know-how das Unternehmen durch eine mechanische Spinnerei mit 16.000 Spindeln und 1860 durch eine mechanische Weberei erweitert werden konnte. Es firmierte nun als „Rabe, Brader und Co.“.
Nach dem Tode Bernhard Josef Kocks 1859 übernahmen Arnold Kock, sein Bruder Franz Kock und Werner Frieling die Faktoreien und Beteiligungen ihres verstorbenen Onkels. 1861 schieden sie zusammen mit den Familien Hageböck, Kock und Wattendorf aus der Firma „Rabe, Brader und Co“. aus und gründeten zusammen mit ihrem Schwager Joseph Wattendorff und der zweiten Frau ihres Onkels, Elisabeth Messing, eine eigene Spinnerei, die sie „Borghorster Warps-Spinnerei Kock und Comp.“, abgekürzt „BWS“ nannten. „Warp“ ist die englische Bezeichnung für Kettgarn. Der Betrieb begann mit 4.000 Spindeln und expandierte schnell: Um 1880 arbeitete er bereits mit 24.000 Spindeln. 1898 wurde durch Sidney Scott eine Ringspinnerei erbaut und so die Kapazität bis 1905 auf 40.000 Spindeln ausgeweitet.
1899 trat Bernard Bartmann, Schwiegersohn Joseph Wattendorffs, als persönlich haftender Gesellschafter in die Borghorster Warps-Spinnerei ein.
1906 übernahm die BWS die aus der Firma Rabe, Brader & Co. entstandene Spinnerei und Weberei „SW Borghorst“ an der Gantenstraße 2, deren Geschäfte in den Jahren davor rückläufig waren. Ein Jahr darauf vernichtete allerdings ein Großbrand die Anlagen der SW Borghorst. Bartmann kümmerte sich sofort danach um den Wiederaufbau der Fabrikgebäude an der Gantenstraße und baute sie nach modernsten Gesichtspunkten zur neuen Firmenzentrale der BWS aus. 1912 schied Bartmann aus dem Betrieb aus, um in Wegberg eine eigene Baumwollspinnerei, die spätere Feinspinnerei Wegberg, aufzubauen.
1928 war die Kapazität der BWS auf 53.000 Spindeln gestiegen. Angeboten wurden Baumwollgarne, einfach und gezwirnt, roh, gebleicht und gefärbt. Das Unternehmen beschäftige ca. 545 Mitarbeiter und verfügte über eine Dampfmaschine von MAN mit 2.200 PS.
2005 wurde die Firma aufgrund von Insolvenz aufgelöst. Danach wurden die Fabrikationsgebäude an der Gantenstraße 2–8 komplett abgebrochen. Auf den freigeräumten Flächen von über 13.000 m² entstand ein großes Einkaufszentrum, das BWS-Center. 2008 wurde einer der beiden Fabrikschornsteine gesprengt, der andere mit dem eisernen Löschwasserbehälter blieb jedoch als markantes Erinnerungmerkmal an die Epoche der Textilindustrie in Borghorst erhalten, wurde unter Denkmalschutz gestellt und renoviert. Der Schornstein dient zudem als Antennenträger für das Mobilfunknetz der Telefonicá Deutschland (o2), gesendet wird mit den Technologien GSM und LTE und 5G DSS(Stand: April 2024). Die dazu benötigte Systemtechnik befindet sich unten im Inneren des Schornsteins, zugängig durch eine Stahltür sowie in Metallracks außerhalb des Turms am Boden. Im Jahr 2020 erhielt die Systemtechnik ein Anschluss an das Glasfasernetz.